# Казацкий сельсовет (Липецкая область)
Казацкий сельсовет — сельское поселение в Елецком районе Липецкой области Российской Федерации.
Административный центр — село Казаки.

## История
Статус и границы сельского поселения установлены Законом Липецкой области от 23 сентября 2004 года № 126-ОЗ «Об установлении границ муниципальных образований Липецкой области»

## Население
| 2010  | 2012  | 2013  | 2014  | 2015  | 2016  | 2017  |
| ----- | ----- | ----- | ----- | ----- | ----- | ----- |
| 3418  | ↘3383 | ↘3358 | ↘3285 | ↘3243 | ↘3223 | ↗3242 |
| 2018  | 2021  |       |       |       |       |       |
| ↘3207 | ↗3262 |       |       |       |       |       |

## Состав сельского поселения
| № | Населённый пункт | Тип населённого пункта       | Население |
| - | ---------------- | ---------------------------- | --------- |
| 1 | Александровка    | деревня                      | 0         |
| 2 | Березовка        | деревня                      | 23        |
| 3 | Казаки           | село, административный центр | ↘3233     |